# دوك وليامز
دوك وليامز (بالإنجليزية: Doc Williams)‏ هو مهندس أمريكي، ولد في 26 أكتوبر 1912، وتوفي في 28 أبريل 1982.